# Juliana de Norwich
Juliana de Norwich (em inglês:  Julian; Norfolk, c. 8 de novembro de 1342 – Norwich, c. 1416) foi uma anacoreta e mística inglesa. O seu livro Revelações do Amor Divino (Revelations of Divine Love, em inglês), escrito por volta de 1395, foi o primeiro em língua inglesa que se sabe ter sido escrito por uma mulher. Juliana foi também uma autoridade espiritual dentro da sua comunidade, que serviu como conselheira. É venerada na Igreja Católica, apesar de não ter sido beatificada ou canonizada, e nas Igrejas Anglicanas e Luteranas.

## Biografia

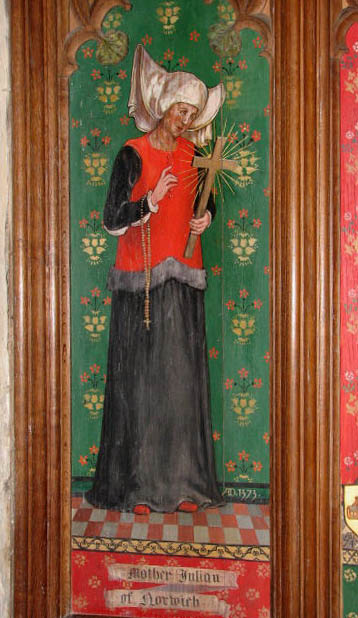
Juliana de Norwich numa pintura existente na Igreja de Santo André e Santa Maria, em Langham, Norfolk, Inglaterra

Sabe-se pouco sobre a vida de Juliana de Norwich. O seu verdadeiro nome é desconhecido, o nome de Julian como é conhecida em inglês deriva do facto da sua cela de anacoreta ter sido construída dentro da Igreja de São Julião em Norwich. Pode ter vindo de uma família abastada que residia em Norwich ou arredores. Poderá ter-se tornado anacoreta solteira ou, como alguns supõem, tendo perdido a sua família devido à peste, viúva. Também não está assente se era freira professa num convento dos arredores ou simplesmente uma leiga. As suas datas de nascimento e morte calculam-se a partir dos seus escritos.
Quando tinha 30 anos e vivia em casa, sofreu de uma doença grave. Julgando-se que estivesse perto da morte, o seu padre veio-lhe administrar a Santa Unção em 8 de maio de 1373. Como parte do ritual, o padre manteve o crucifixo no ar acima dos pés da cama. Juliana relata que estava a perder a vista e entorpecida, mas quando olhou para o crucifixo viu que a imagem de Jesus começou a sangrar. Durante as horas seguintes, Juliana teve uma série de dezasseis visões de Jesus Cristo, que terminaram quando recuperou da sua doença, em 13 de maio de 1373. Juliana escreveu sobre as suas visões imediatamente depois de terem acontecido, apesar do texto final poder não ter sido terminado durante alguns anos, numa primeira versão das Revelações do Amor Divino, agora conhecida como o Texto Curto, com 25 capítulos e cerca de 11 000 palavras. Vinte a trinta anos depois, talvez no início da década de 1390, Juliana começou a escrever uma explicação teológica do significado das visões, conhecida esta versão como o Texto Longo, que consiste em 86 capítulos e cerca de 63 500 palavras. Este trabalho parece ter passado por várias revisões, antes de ser completado, talvez na primeira ou na segunda década do séc. XV.
A mística inglesa Margery Kempe relata ter visitado Juliana em Norwich em 1414. O Cardeal Adam Easton, beneditino de Norwich, poderá ter sido o director espiritual de Juliana e editado o seu Texto Longo.

## Revelações do Amor Divino
O Texto Curto sobrevive apenas num manuscrito, de meados do séc. XV, o Manuscrito Amherst, que foi copiado de um original escrito em 1413, ainda em vida de Juliana. O Texto Curto parece não ter sido muito lido e apenas seria publicado em 1911. O Texto Longo parece ter sido um pouco mais bem conhecido, mas mesmo assim parece não ter sido muito divulgado na Inglaterra do final da Idade Média. O único manuscrito sobrevivente desta época é o Manuscrito de Westminster, escrito de meados a finais do séc. XVI, que contém uma parte do Texto Longo, sem referência à autoria, reescrito como um tratado didáctico em contemplação. A primeira edição impressa das Revelações do Amor Divino foi da responsabilidade do monge beneditino inglês Serenus Cressy, tendo sido publicada em 1670. Esta versão foi reedita em 1843, 1864 e 1902. O moderno interesse pela obra aumentou na sequência da edição da responsabilidade de Grace Warrack, em 1901, com uma linguagem modernizada, tendo sido a principal responsável por dar a conhecer aos leitores contemporâneos esta obra. As Revelações do Amor Divino têm vindo a ser publicadas em várias línguas, tornando-se muito populares no âmbito da literatura mística cristã. No mundo Católico e Anglicano, a obra é celebrada por causa da claridade e profundidade das visões de Juliana.